# Willis Lee
Willis Augustus Lee jr. (ur. 11 maja 1888 w Natlee, zm. 25 sierpnia 1945) – amerykański wojskowy, wiceadmirał United States Navy, uznawany za czołowego amerykańskiego specjalistę w zakresie morskiej walki artyleryjskiej, uczestnik wojny na Pacyfiku, zwycięzca w bitwie pancerników pod Guadalcanal w nocy z 14 na 15 listopada 1942 roku, która efektywnie zakończyła kampanię na Salomonach. W 1943 roku mianowany został na dowódcę floty pancerników Floty Pacyfiku. W trakcie wojny był jednym z czołowych zwolenników stosowania radaru na okrętach i miał duży wpływ na instalowanie ich na nich. Z uwagi na wcześniejszą służbę we Flocie Azjatyckiej i sympatię to Chin nosił przydomek „Ching”.
W życiu prywatnym był olimpijczykiem z 1920 roku, członkiem amerykańskiej drużyny narodowej w strzelectwie, w której zdobył pięć złotych, srebrny, a także brązowy medal w konkurencjach drużynowych. Zmarł nagle na zawał serca na pokładzie pancernika USS „Wyoming” (BB-32) u wybrzeży Maine.

## Życiorys
Willis Augustus Lee urodził się w miejscowości Natlee w stanie Kentucky. Akademię Marynarki Wojennej ukończył w 1908 roku. Jego pierwszym przydziałem był pancernik „Idaho”. Już podczas studiów był członkiem drużyny strzeleckiej US Navy, w 1907 roku zostając, jako jedyny w historii, mistrzem kraju w strzelaniu z pistoletu i karabinu. Kolejnymi przydziałami były: krążownik pancernopokładowy USS „New Orleans” (CL-22) i kanonierka „Helena”, następnie pancerniki „Idaho” oraz „New Hampshire”. Na pokładzie tego ostatniego wziął udział w okupacji Veracruz w 1914 roku.
Pod koniec 1918 i na początku 1919 roku służył na niszczycielach USS „O’Brien” (DD-51) oraz USS „Lea” (DD-18), operujących z bazy w Queenstown w Irlandii.
W 1920 roku wszedł w skład amerykańskiej reprezentacji na Letnie Igrzyska Olimpijskie w Antwerpii. W drużynie strzeleckiej zdobył pięć złotych (karabin małokalibrowy 50 m; karabin dowolny 300 m 3 postawy; karabin wojskowy 300 m leżąc; karabin wojskowy 600 m leżąc; karabin wojskowy 300 i 600 m leżąc), jeden srebrny (karabin wojskowy 300 m stojąc) oraz jeden brązowy (biegnący jeleń 100 m strzał pojedynczy) medal.
W latach 20. dowodził między innymi trzema niszczycielami: „Fairfax”, „William B. Preston” i „Lardner” oraz transportowcem „Antares”. W 1929 roku ukończył kurs dla starszych oficerów w Naval War College. W kolejnych latach obejmował różne funkcje na morzu i w sztabie, dowodził między innymi pancernikiem „Pennsylvania” i lekkim krążownikiem „Concorde”, w grudniu 1938 roku został szefem sztabu admirała Harolda R. Starka, zaś w styczniu 1941 roku komendantem dywizjonu ćwiczebnego. W lutym 1942 roku został awansowany do stopnia kontradmirała (Rear Admiral) i mianowany asystentem szefa sztabu dowódcy floty.
W sierpniu 1942 roku został skierowany na Pacyfik, jako dowódca 6. Dywizjonu Pancerników (Battleship Division 6), z „Washingtonem” jako swym okrętem flagowym. Podczas walk o Guadalcanal zwycięsko dowodził swymi okrętami w nocnej bitwie 14 i 15 listopada, zatapiając japoński pancernik „Kirishima". Za tę akcję został odznaczony Navy Cross – najwyższym odznaczeniem marynarki. W 1943 roku objął dowództwo nad siłami pancerników Floty Pacyfiku. Awansował do stopnia wiceadmirała (Vice Admiral).
W późniejszym okresie wojny brał udział w ataku na Nauru i osłonie operacji ofensywnych lotniskowców. 1 maja 1944 roku dowodził bombardowaniem Ponape, następnie wspierał ogniem swych pancerników desant na Saipan. W maju 1945 roku został wysłany na Atlantyk, gdzie miał kierować opracowaniem skutecznej metody zapobiegania atakom kamikaze. Zmarł na atak serca na pokładzie swej jednostki flagowej, starego pancernika „Wyoming", 25 sierpnia 1945 roku.
Poza Navy Cross, był odznaczony Legion of Merit oraz dwukrotnie Distinguished Service Medal. Został pochowany na Cmentarzu Narodowym w Arlington.